# Raimondo IV di Tolosa
Raimondo IV di Tolosa, chiamato anche Raimondo di Saint-Gilles (Tolosa, 1045 circa – Terra santa, 28 febbraio 1105), è stato un cavaliere medievale francese che fu conte di Saint-Gilles e marchese di Gotia, dal 1060, Conte di Tolosa, marchese di Provenza, effettivo dal 1088 (titolare dal 1094); fu uno dei baroni della Prima Crociata (Crociata dei baroni) e dal 1102 fu conte di Tripoli.
Appare come personaggio letterario nella Gerusalemme liberata.

## Origine
Figlio secondogenito del conte di Tolosa, conte di Nîmes e conte d'Albi, Ponzio e di Almodis de La Marche (come risulta dal Chronicon sancti Maxentii Pictavensis, Chroniques des Eglises d'Anjou e dalla Chronica Albrici Monachi Trium Fontium (1020-1071), figlia di Bernardo I de la Marche (ca. 991- 16 giugno 1047) conte de la Marche e di Périgord e di Amelia de Rasés (? - † 1053). Il nome della madre, ripreso da un documento del 1053 ("Almodis comitissa, filia que es Amelie comitisse") è citato dallo storico José Enrique Ruiz Domenec nel suo libro Quan els vescomtes de Barcelona eren (Barcelona, 2006) a pag. 320.
Ponzio II di Tolosa era il figlio primogenito del conte di Tolosa, duca di Settimania, conte di Nîmes e conte d'Albi, Guglielmo III Tagliaferro e di Emma di Provenza (come risulta da una donazione, del 999, che si trova negli Archives du Gard in cui Emma è citata come moglie di Guglielmo III Tagliaferro e dove sono ricordati anche i figli, tra cui Ponzio), figlia del marchese di Provenza, Rotboldo III e di Ermengarda (come viene ribadito nel documento n° 172 del volume V delle Preuves de l'Histoire Générale de Languedoc), di cui non si conoscono gli ascendenti.
Sua madre, Almodys era già stata sposata, in prime nozze, con il signore di Lusignano, Ugo V detto il Pio († 1060), a cui aveva dato tre figli.

## Biografia
Nel 1053, sua madre, Almodis era stata fatta rapire dal conte Raimondo Berengario I di Barcellona e dopo essere stata ripudiata dal padre di Raimondo, Ponzio, sposò, in terze nozze, il conte di Barcellona.
Nel 1060, alla morte del padre, divenne conte di Saint-Gilles, mentre suo fratello Guglielmo IV divenne conte d'Albì e di Tolosa (Guglielmo figura come conte di Tolosa nel documento nº 260 del volume V delle Preuves de l'Histoire Générale de Languedoc e nel documento nº 3392 delle Chartes de l'abbaye de Cluny del 1063).
Verso il 1065, dopo la morte della cugina, Berta, Contessa di Rouergue e di Gévaudan, Guglielmo si appropriò dei titoli delle due contee, riunendole alla contea di Tolosa, ma Raimondo gli contestò il titolo di conte di Rouergue che riuscì ad ottenere il titolo, non molto tempo dopo, come attestano due documenti del volume V delle Preuves de l'Histoire Générale de Languedoc: il documento nº 273 par. I del 1066, dove Raimondo viene definito conte di Rouergue (Raimundum comitem de Rutenis); e il documento n° 312 par. II del 1074, che è controfirmato dai due fratelli, uno conte di Tolosa e l'altro conte di Rouergue (domni G. comitis Tolosani et domni Raymundi fratris eius comitis Ruthenæ). Infine nel documento nº 3410 delle Chartes de l'abbaye de Cluny del dicembre 1066, sua madre, Almodis, definisce Raimondo, oltre che conte di Saint-Gilles (comes Nemosensis) e marchese di Gotia (comes Nemosensis), anche conte di Rouergue (Raimundus comes Rutenensis).
Nel 1071, sua madre, Almodis, secondo il Gesta Comitum Barcinonensium, fu assassinata (strangolata) dal figliastro, Pietro Raimondo (1050- dopo il 1073).
Negli anni tra il 1071 e il 1085, Raimondo viene citato in alcuni documenti del volume V delle Preuves de l'Histoire Générale de Languedoc: nel n° 301, per una disputa con Raimondo Berengario I di Barcellona, per il possesso di un castello, nel 1071; nel nº 333, come giudice per un reclamo, nel 1078; nel nº 336, per una donazione, nel 1080; nel nº 359, per la rinuncia ai diritti sulla chiesa di Beziers, nel 1084;ed infine, nel nº 366, per la fondazione dell'abbazia di Saint-Pons-de-Thomières. In questo periodo ebbe contatti col Conte di Sicilia, Ruggero I, con cui fece un'alleanza e dal quale riuscì ad ottenere la mano della figlia, Matilde; inoltre partecipò anche alla crociata contro i Mori della penisola iberica, collaborando col suo futuro suocero, Alfonso VI di Castiglia.
Nel 1088, suo fratello, Guglielmo IV partì per la Terra santa, lasciando il governo delle proprie contee a Raimondo (nel documento n° 372 del volume V delle Preuves de l'Histoire Générale de Languedoc Raimondo viene citato coi titoli di conte di Tolosa e marchese di Provenza, oltre che marchese di Gotia (Raimundus comes Tolosanæ, dux Narbonæ, marchio Provinciæ).
Nel 1094, alla morte del fratello, ucciso in Terra Santa, Raimondo, interpretò come abdicazione la sua rinuncia del 1088, usurpò i diritti della nipote, Filippa, (ca. 1080- ca. 1117), che in quello stesso anno, aveva sposato il duca d'Aquitania, Guglielmo IX, e succedette a Guglielmo.
Alla morte, nel 1093, del conte Bertrando II di Provenza, che rivendicava il titolo di marchese di Provenza, Raimondo riuscì ad accordarsi con la madre di Bertrando, Stefania (che da quel momento si fece chiamare Dolce), che governava per conto della nuova contessa, la figlia, Gerberga di Provenza; a Raimondo, secondo le Mémoires pour servir à l'histoire des comtés de Valentinois et de Diois, andò il titolo di marchese di Provenza. A seguito di questo accordo Raimondo e Dolce (ex Stefania) fecero una donazione all'Abbazia di San Vittore (Marsiglia), controfirmata dalla moglie di Raimondo, Elvira, il 28 luglio 1094.
Raimondo, dopo essere divenuto conte di Tolosa titolare, viene citato in due bolle papali di Urbano II, la prima del 18 febbraio 1095, per la restituzione di alcune reliquie al monastero di Saint-Gilles; la seconda del 22 luglio 1096, dove viene ricordato che Raimondo, riconosciuto marchese di Provenza (Provincie marchio) anche dal papa, fu uno dei primi nobili che rispose positivamente all'appello di Papa Urbano II al Concilio di Clermont-Ferrand.
Secondo una fonte armena, perse un occhio in un pellegrinaggio a Gerusalemme prima della Prima Crociata, ma questa dichiarazione probabilmente si riferisce al fatto che aveva un solo occhio (monoculus).

### Prima Crociata

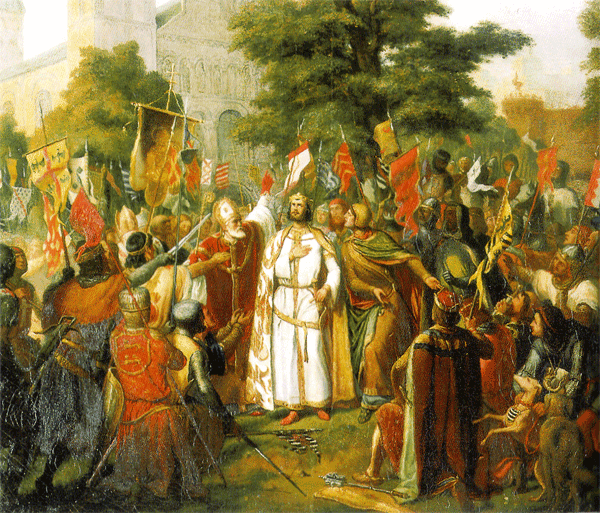
Raimondo di Saint-Gilles con Ademaro, vescovo di Le Puy.

Raimondo era profondamente religioso e desiderava morire in Terra santa e così quando fu lanciato l'appello per partecipare alla Crociata egli fu uno dei primi a rispondere positivamente. Il più anziano e il più ricco dei capi crociati, Raimondo, lasciò Tolosa (dove non fece più ritorno), alla fine di ottobre del 1096, con un grande seguito (fin dall'inizio il suo esercito fu il più numeroso) che comprendeva la moglie Elvira e Ademaro, vescovo di Le Puy, legato pontificio, mentre il figlio Bertrando rimase a governare i suoi feudi nel sud della Francia.
L'anno seguente (1097), approfittando del fatto che Raimondo era partito per la prima crociata, rivendicando i diritti della moglie, Filippa, nei confronti dello zio, nonostante i possedimenti dei crociati fossero sotto la tutela della Chiesa e considerati sacri, suo marito, il duca d'Aquitania, Guglielmo IX il Trovatore, invase e occupò la contea di Tolosa. L'occupazione di Tolosa è confermata dalla donazione n° 291 del Cartulaire de l'Abbaye de Saint-Sernin de Toulouse, del luglio 1098, fatta da Guglielmo e Filippa (Willelmus comes et uxor mea Philippia, filia Willelmi comitis Tolosæ) alla Basilica di Saint-Sernin di Tolosa.
Marciò verso Dyrrhachium, attraversando l'Italia del nord e poi la Dalmazia, dove perse parecchi uomini per il freddo, la fame e gli attacchi degli abitanti della zona; poi si diresse a oriente verso Costantinopoli, lungo lo stesso itinerario usato da Boemondo di Taranto, scontrandosi diverse volte coi mercenari greci che controllavano la marcia dei crociati. I Tolosani e Provenzali in Tracia, per rappresaglia, devastarono e saccheggiarono la cittadina di Roussa (oggi nel comune di Soufli), ma poi furono ignminosamente sconfitti e dispersi.
Giunto a Costantinopoli, alla fine di aprile, del 1097 fu, unitamente a Tancredi d'Altavilla, l'unico comandante dei crociati a non giurare fedeltà all'imperatore bizantino Alessio I, dichiarando che avrebbe accettato di sottomettersi ad Alessio solo se quest'ultimo si fosse messo a capo della spedizione. Nonostante ciò, in un secondo tempo, Raimondo assicurò al basileus la propria leale amicizia, riconoscendo altresì che le terre conquistate agli infedeli in Asia minore ed in Siria sarebbero spettate all'Imperatore d'Oriente: in particolare, nella disputa sorta per il possesso di Antiochia, il conte offrì ad Alessio I il proprio appoggio contro Boemondo, nemico tanto del Provenzale quanto dell'Imperatore.
Tornando alla crociata, Raimondo fu presente all'assedio di Nicea, dove la distruzione di una grande torre sul lato sud della città ad opera delle sue macchine e il successivo arrivo delle navi greche sul lago che lambiva la città sul lato ovest, costrinsero alla resa i difensori musulmani. In seguito prese parte alla Battaglia di Dorileo, vinta dai crociati, sempre nel 1097, e assurse ad un ruolo di primissimo piano nell'ottobre del 1097 durante l'Assedio di Antiochia. I crociati avevano saputo da alcune voci che Antiochia era stata evacuata dai Turchi Selgiuchidi, cosicché Raimondo mandò il suo esercito a occuparla, irritando Boemondo di Taranto che voleva la città per sé. Il colpo di mano fu tuttavia inutile, dal momento che la città era ancora occupata e solo dopo un difficile assedio, nel giugno del 1098, i crociati riuscirono a penetrarvi. Raimondo prese il palatium Cassiani (il "palazzo di Hasan"), dell'Atābeg Yāghi-Siyān) ed il forte, edificato dai crociati, che sovrastava la porta di Antiochia di fronte al ponte sul fiume Oronte. Si ammalò durante l'assedio musulmano di Antiochia (dall'8 al 28 giugno 1098) da parte di Kerboga, l'Atabeg (governatore) di Mosul dal 1096 al 1102; i Crociati, circondati dal potente esercito del governatore, erano sfiduciati e tentati di disertare, e diversi crociati tra cui Stefano di Blois fuggirono da Antiochia. Fu in quei frangenti che venne alla luce la 'Santa Lancia' di Longino, rinvenuta da un monaco provenzale di nome Pietro Bartolomeo il quale, scavando nel pavimento della chiesa di San Pietro in Antiochia, aveva ritrovato la reliquia.
Il "miracolo" del ritrovamento sollevò il morale dei crociati che, sotto il comando di Boemondo, uscirono dalla città e inflissero una dura sconfitta alle truppe musulmane e costrinsero Kerboga a fuggire da Antiochia. La 'Santa Lancia' che aveva trafitto secondo i cristiani il costato di Gesù si trasformò in una reliquia di grande importanza fra le persone che erano al seguito di Raimondo, malgrado lo scetticismo di Ademaro di Le Puy e l'incredulità e il dileggio di Boemondo.
Boemondo si era impadronito di buona parte della città di Antiochia, che secondo Raimondo avrebbero dovuto consegnare all'imperatore bizantino Alessio; Boemondo però sosteneva che Alessio non aveva il diritto di fare tale richiesta in quanto non era venuto in aiuto dei crociati come da loro richiesto; Raimondo allora rifiutò di consegnare a Boemondo la parte della città da lui occupata. La disputa alla fine si concluse con la vittoria di Boemondo che poté fondare il Principato di Antiochia, indipendente dall'impero bizantino. La disputa per Antiochia aveva rallentato la marcia verso Gerusalemme. Successivamente, nell'autunno del 1098. Raimondo avviò la campagna per la conquista di Maʿarrat al-Nuʿmān.
Dopo questi avvenimenti, i cavalieri Provenzali convinsero Raimondo a ripartire, nel gennaio del 1099 e il 14 febbraio 1099, assieme a Roberto II di Normandia e a Tancredi d'Altavilla (da parte di madre e cugino di Boemondo), cominciarono l'assedio di Arqa, una cittadina nei pressi di Tripoli. Qui le operazioni si protrassero più a lungo di quanto Raimondo avesse previsto e così nel mese di maggio l'assedio fu abbandonato e si decise di riprendere la strada per Gerusalemme. La Città Santa fu finalmente raggiunta il 7 giugno e, dopo circa un mese d'assedio, i Crociati la espugnarono il 15 luglio 1099. A Raimondo, che aveva conquistato con i suoi la Torre di David, fu inizialmente offerta la corona del nuovo Regno di Gerusalemme ma egli rifiutò, affermando di rabbrividire all'idea di essere chiamato "Re di Gerusalemme", la città in cui Gesù stesso aveva sofferto (ma egli era anche consapevole di non avere il supporto di tutti i capi della Crociata, anche per l'aver risparmiato i difensori della torre di David). La corona, il 22 luglio 1099, andò dunque a Goffredo di Buglione, che assunse il titolo di Difensore del Santo Sepolcro (Advocatus Sancti Sepulchri).
Subito dopo la conquista di Gerusalemme Raimondo partecipò alla battaglia di Ascalona, nella quale i Crociati respinsero un esercito fatimide proveniente dall'Egitto. A questo punto il conte di St-Gilles avrebbe voluto insignorirsi di Ascalona, mentre dal canto suo Goffredo voleva assumerne il controllo: il risultato della disputa fu che Ascalona sfuggì alla conquista e sarebbe stata presa dai Crociati solo nel 1153. Goffredo rimproverò inoltre Raimondo anche per la mancata conquista di Arsuf. Fu così quindi che quest'ultimo e altri Crociati, per ambizioni personali, finirono per ostacolare l'opera di Goffredo che cercava di ampliare i territori del regno con la conquista dei porti di Acri e Giaffa per garantire la sicurezza dei mercati.

### Ulteriori conquiste

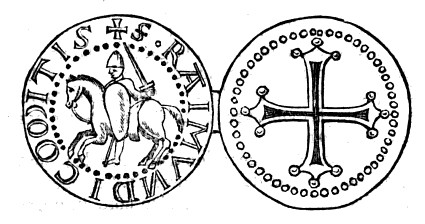
Sigillo di Raimondo di Saint-Gilles in Terra santa.

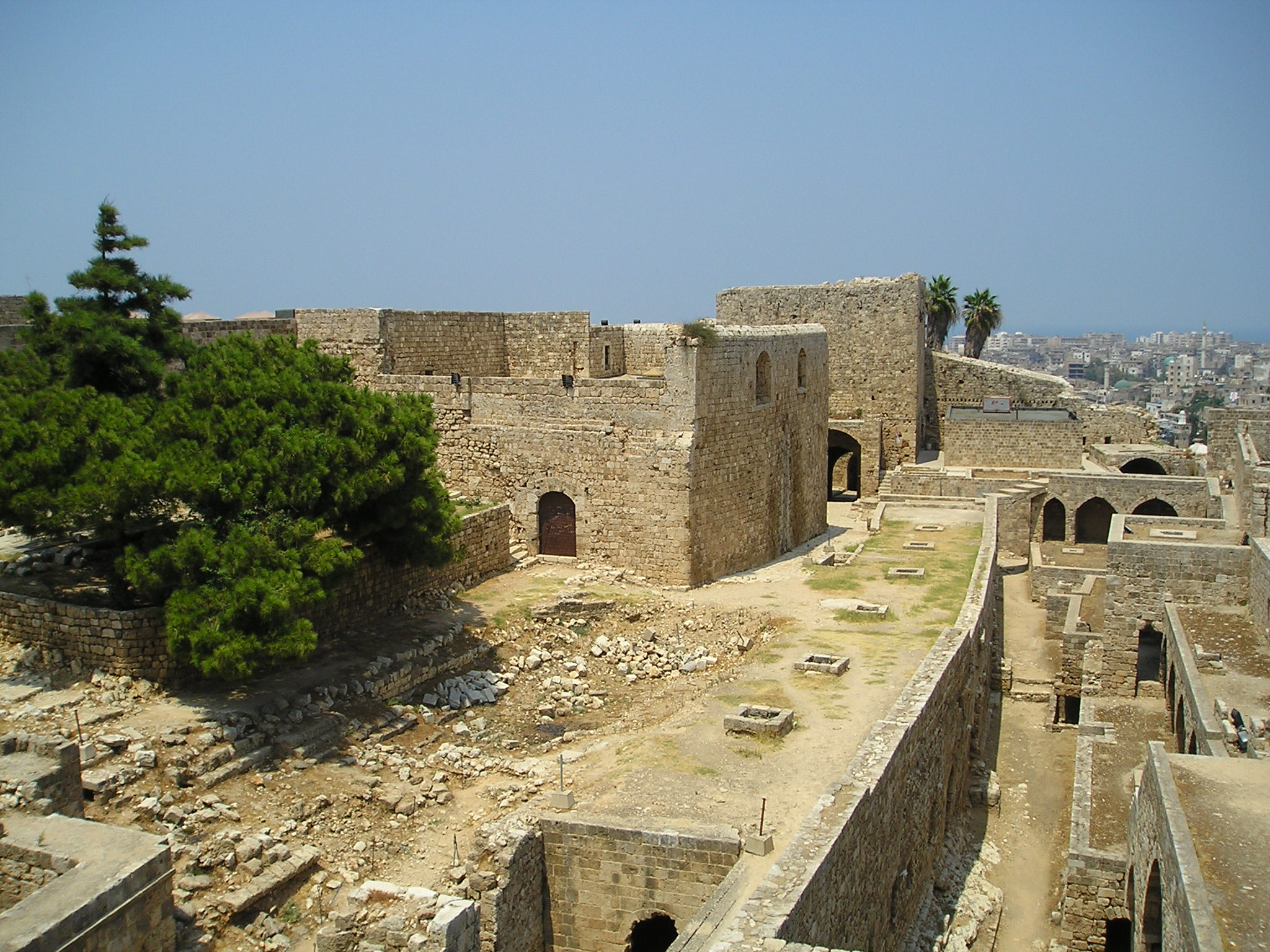
Cittadella di Raimondo di Saint-Gilles a Tripoli, in Libano.

La terra santa nel 1102

Raimondo che aveva intenzione di creare un suo principato, lasciò Gerusalemme per Gerico, nell'inverno del 1099-1100. la sua prima mossa fu contro Boemondo, al quale Raimondo sottrasse il porto di Laodicea che il principe Normanno aveva di recente strappato ad Alessio. Raimondo, da Laodicea si diresse poi a Costantinopoli, dove, nell'inverno del 1100-1101, fu ospite di Alessio I e, col quale sottoscrisse un'alleanza contro Boemondo, comune nemico dei due.

Raimondo si unì alla fallimentare crociata del 1101, guidata dal conte Alberto I di Biandrate, dal conte Stefano II di Blois e da Stefano I di Mâcon, conte di Borgogna. La spedizione, dopo aver conquistato Ankara ai Selgiuchidi, da questi ultimi fu duramente sconfitta Mersivan in Anatolia, ma Raimondo riuscì comunque a fuggire e a tornare a Costantinopoli.
Nel 1102 viaggiò per mare da Costantinopoli verso Laodicea, ma a Tarsus fu imprigionato come traditore del regno cristiano e tradotto da Tancredi (reggente di Antiochia durante la cattività di Boemondo) e rilasciato solo dopo aver giurato di non tentare più qualsivoglia conquista nelle terre site tra Antiochia e Acri.
In accordo coi patti, Raimondo evacuò Lattakia, ma in compenso violò immediatamente la sua promessa, attaccando e conquistando Tortosa, e, dopo aver ottenuto una vittoria di fronte alla città di Tripoli, nel 1102 gli fu riconosciuto il titolo di conte di Tripoli. A quest'ultima Raimondo pose l'assedio e sul cosiddetto Mont Pèlerin (situato di fronte alla città), iniziò la costruzione di un forte noto come Castello di Saint-Gilles (noto anche come Sangils, contrazione di Saint-Gilles, o Qalʿat Sanjīl in arabo), terminato tra il 1103 ed il 1104. Fu aiutato in ciò da Alessio I Comneno che preferiva uno Stato amico a Tripoli per controbilanciare l'ostile Principato di Antiochia, ormai dominio di Boemondo.

### La morte
Raimondo morì il 28 febbraio del 1105, durante l'assedio, molto prima che Tripoli fosse conquistata, come narra l'Arcivescovo di Tiro, Guglielmo, nel suo Historia rerum in partibus transmarinis gestarum. Gli succedette alla guida dell'assedio, il nipote Guglielmo Giordano, che, nel 1109, con l'aiuto di re Baldovino I di Gerusalemme, prese infine la città che divenne la capitale della Contea di Tripoli; solo allora il conte titolare, Bertrando, figlio di Raimondo, arrivò a Tripoli. Mentre la contea di Tolosa e il marchesato di Provenza continuarono ad essere governate dal figlio maggiore di Raimondo, Bertrando, per conto del fratellastro Alfonso Giordano.
La morte di Raimondo, nel febbraio 1105, sul monte Pellegrino viene confermata anche dal canonico e cronista, Alberto di Aquisgrana, nel suo Historia Hierosolimitana (che conferma che anche la sepoltura di Raimondo avvenne nello stesso luogo). Lo scrittore e Vescovo della Chiesa ortodossa siriaca, il persiano, Gregorius Bar-Hebraeus, figlio di un ebreo convertitosi al cristianesimo, scrisse invece che Raimondo morì dieci giorni dopo essere caduto da un tetto che era stato dato alle fiamme da "Abou-Ali Ibn Ammar, Sovrano di Tripoli", e che fu sepolto a Gerusalemme.
Raimondo di Tolosa sembra essere stato ispirato tanto da motivi d'ordine religioso quanto materiale. Da un lato egli riconobbe la scoperta della Santa Lancia e rifiutò il regno di Gerusalemme, d'altro lato però non poté resistere alla tentazione di ritagliarsi un nuovo territorio.
Raimondo di Aguilers (un chierico e cronista al seguito dell'esercito di Raimondo, di cui si persero le tracce dopo la conquista di Gerusalemme) redasse un resoconto della Crociata secondo il punto di vista di Raimondo.

## Matrimoni e discendenza
Si sposò tre volte, e due volte fu scomunicato per essersi sposato senza rispettare i divieti relativi al grado di parentela (consanguineità). 
- La prima moglie fu una sua cugina, la figlia terzogenita del conte di Provenza, Goffredo I[59] e della moglie Stefania o Dolce (?- dopo il 1096, anno in cui Stefania fece una donazione per l'anima del figlio Bertrando[60]), come viene riportato a pagina 529 delle Note dell'Histoire Générale de Languedoc, Tome II[11]; secondo lo storico Szabolcs de Vajay, Stefania era viscontessa di Marsiglia, figlia del visconte di Marsiglia, Guglielmo II. Secondo il documento nº 273 del volume V dell'Histoire Générale de Languedoc, pur senza essere nominata, Raimondo aveva già una moglie, che controfirma il documento[61].
Nelle Note dell'Histoire Générale de Languedoc, Tome IV, viene sostenuto che il padre della moglie, fosse Bertrando II di Provenza, per il fatto che il loro figlio fu chiamato Bertrando[62], mentre molto probabilmente ne era il fratello. Raimondo ripudiò la moglie prima del 1080.
Guglielmo ebbe un figlio dalla prima moglie:
  - Bertrando (1065-1112), conte di Tolosa, marchese di Provenza e conte di Tripoli, citato nel documento di donazione nº 336, del 1080, del volume V delle Preuves de l'Histoire Générale de Languedoc[23]:
- La seconda moglie fu Matilde, che, secondo il monaco benedettino di origine normanna, Goffredo Malaterra, era la figlia del conquistatore e primo Gran Conte di Sicilia, Ruggero I d'Altavilla e di Giuditta d'Evreux[63], che, secondo il monaco e cronista inglese, Orderico Vitale era la figlia primogenita di Guglielmo d'Évreux e della moglie[64], Adevisa[65], figlia secondogenita di Giroie[66], Signore d'Échauffour e di Montreuile. Il matrimonio fu celebrato verso il 1080[63], a cui seguì un divorzio verso il 1088 e non fu allietato dalla nascita di alcun figlio.
- La terza moglie di Raimondo fu Elvira, figlia illegittima del grande re spagnolo che attuò una campagna violentissima contro i mori spagnoli, il re di León, Castiglia e Galizia, Alfonso VI di Castiglia, e della sua amante, Jimena Muñoz[67](?-1128), figlia di Munio Muñoz (? - dopo il 1186) e della moglie, Velasquita Muñoz (? - dopo il 1185). Il matrimonio fu celebrato prima del 1094, in quell'anno Elvira controfirmò una donazione del marito[29].
Raimondo da Elvira ebbe due figli[27]:
  - un figlio di cui non i conosce il nome (prima del 1097- ca. 1103), morto giovane, prima del padre, che secondo il monaco benedettino, Guiberto, abate del monastero di Notre-Dame a Nogent, che fu pure storico e teologo, nel 1096, partì coi genitori per la crociata[68]:
  - Alfonso Giordano[69] (1103-1148), conte di Tolosa e marchese di Provenza, che (secondo lo storico britannico Steven Runciman) morì avvelenato durante la Seconda crociata[27].

## Ascendenza
|                         |                          |                          | Genitori                |  |  | Nonni |  |  | Bisnonni                     |  |  | Trisnonni              |  |
|                         |                          |                          |                         |  |  |       |  |  | Raimondo IV, conte di Tolosa |  |  | Raimondo III di Tolosa |  |
|                         |                          |                          |                         |  |  |       |  |  | Raimondo IV, conte di Tolosa |  |  | Raimondo III di Tolosa |  |
|                         |                          | Gundinilde               |                         |  |  |       |  |  | Raimondo IV, conte di Tolosa |  |  |                        |  |
| Guglielmo III di Tolosa |                          |                          |                         |  |  |       |  |  | Raimondo IV, conte di Tolosa |  |  |                        |  |
|                         |                          | Adelaide d'Angiò         | Folco II d'Angiò        |  |  |       |  |  |                              |  |  |                        |  |
|                         |                          | Adelaide d'Angiò         | Folco II d'Angiò        |  |  |       |  |  |                              |  |  |                        |  |
|                         |                          | Adelaide d'Angiò         | Gerberga                |  |  |       |  |  |                              |  |  |                        |  |
| Ponzio II di Tolosa     |                          | Adelaide d'Angiò         |                         |  |  |       |  |  |                              |  |  |                        |  |
|                         |                          | Rotboldo III di Provenza | Rotboldo II di Provenza |  |  |       |  |  |                              |  |  |                        |  |
|                         |                          | Rotboldo III di Provenza | Rotboldo II di Provenza |  |  |       |  |  |                              |  |  |                        |  |
|                         |                          | Rotboldo III di Provenza | Emilde di Gévaudan      |  |  |       |  |  |                              |  |  |                        |  |
| Emma di Provenza        |                          | Rotboldo III di Provenza |                         |  |  |       |  |  |                              |  |  |                        |  |
|                         |                          | Ermengarda di Moriana    | …                       |  |  |       |  |  |                              |  |  |                        |  |
|                         |                          | Ermengarda di Moriana    | …                       |  |  |       |  |  |                              |  |  |                        |  |
|                         |                          | Ermengarda di Moriana    | …                       |  |  |       |  |  |                              |  |  |                        |  |
| Raimondo IV di Tolosa   |                          | Ermengarda di Moriana    |                         |  |  |       |  |  |                              |  |  |                        |  |
|                         | Adalberto I de La Marche | Bosone I de La Marche    |                         |  |  |       |  |  |                              |  |  |                        |  |
|                         | Adalberto I de La Marche | Bosone I de La Marche    |                         |  |  |       |  |  |                              |  |  |                        |  |
|                         | Adalberto I de La Marche | Emma di Périgord         |                         |  |  |       |  |  |                              |  |  |                        |  |
| Bernardo I de La Marche | Adalberto I de La Marche |                          |                         |  |  |       |  |  |                              |  |  |                        |  |
|                         |                          | Almodia di Limoges       | Geraldo di Limoges      |  |  |       |  |  |                              |  |  |                        |  |
|                         |                          | Almodia di Limoges       | Geraldo di Limoges      |  |  |       |  |  |                              |  |  |                        |  |
|                         |                          | Almodia di Limoges       | Rotilde                 |  |  |       |  |  |                              |  |  |                        |  |
| Almodis de La Marche    |                          | Almodia di Limoges       |                         |  |  |       |  |  |                              |  |  |                        |  |
|                         |                          | …                        | …                       |  |  |       |  |  |                              |  |  |                        |  |
|                         |                          | …                        | …                       |  |  |       |  |  |                              |  |  |                        |  |
|                         |                          | …                        | …                       |  |  |       |  |  |                              |  |  |                        |  |
| Amelia de Rasés         |                          | …                        |                         |  |  |       |  |  |                              |  |  |                        |  |
|                         |                          | …                        | …                       |  |  |       |  |  |                              |  |  |                        |  |
|                         |                          | …                        | …                       |  |  |       |  |  |                              |  |  |                        |  |
|                         |                          | …                        | …                       |  |  |       |  |  |                              |  |  |                        |  |
|                         |                          | …                        |                         |  |  |       |  |  |                              |  |  |                        |  |

### Fonti primarie
- (LA)  Preuves de l'Histoire Générale de Languedoc, tome V.
- (LA)  Chronicon sancti Maxentii Pictavensis, Chroniques des Eglises d'Anjou.
- (LA)  Documenta Germaniae Historica, Scriptores, tomus XXIII.
- (LA)  Chartes de l'abbaye de Cluny. tome IV.
- (LA)  HISTORIA HIEROSOLYMITANAE EXPEDITIONIS, libro IX.
- (LA)  Bullaire de l'Abbaye de Saint-Gilles.
- (LA)  Cartoulaire de l'abbaye de Saint-Victor de Marseille, tome II.
- (LA)  Historia rerum in partibus transmarinis gestarum, libro XI.
- (LA) Guiberto Historia quæ dicitur gesta dei per Francos, livre II, su remacle.org.
- (LA)  Cartulaire de l'Abbaye de Saint-Sernin de Toulouse.
- (LA)  Annali Genovesi di Caffaro e de´ suoi continuatori, Vol. 1.
- (LA)  Ordericus Vitalis, Historia Ecclesiastica, vol. II.
- (LA)  Historiæ Normannorum Scriptores Antiqui.
- (LA)  Goffredo Malaterra, De rebus gestis Rogerii Calabriæ et Siciliæ Comitis et Roberti Guiscardi Ducis fratris eius / auctore Gaufredo Malaterra monacho benedictino.

### Letteratura storiografica
- Louis Alphen, La Francia nell'XI secolo, in «Storia del mondo medievale», vol. II, 1979, pp. 770–806
- Ferdinand Chalandon, La conquista normanna dell'Italia meridionale e della Sicilia, in «Storia del mondo medievale», vol. IV, 1979, pp. 483–529
- William B. Stevenson, La prima crociata, in «Storia del mondo medievale», vol. IV, 1979, pp. 718–756
- Charles Lethbridge Kingsford, Il regno di Gerusalemme, 1099-1291, in «Storia del mondo medievale», vol. IV, 1979, pp. 757–782
- (FR)  Mémoires pour servir à l'histoire des comtés de Valentinois et de Diois.
- Paul Fournier, Il regno di Borgogna o d'Arles dall'XI al XV secolo, in «Storia del mondo medievale», vol. VII, 1981, pp. 383–410
- (FR)  Histoire Générale de Languedoc, Tome II, Notes.
- (FR)  Histoire Générale de Languedoc, Tome IV, Notes.
- (EN) The World of El Cid: Chronicles of the Spanish Reconquest, su books.google.it.